# Tony Marsh (rugby à XV)
Pour les articles homonymes, voir Tony Marsh et Marsh.
Pas d'image ? Cliquez ici

a Compétitions nationales et continentales officielles uniquement.

b Matchs officiels uniquement.
Tony Marsh, né le 12 août 1972 à Rotorua (Nouvelle-Zélande), est un joueur de rugby à XV néo-zélandais qui évolue au poste de centre. International français, il possède la double nationalité franco-néo-zélandaise. Pendant sa carrière en club, il joue notamment avec l'ASM Clermont.
Avec l'ASM Clermont Auvergne, il remporte une fois le Challenge européen en 2007. Il remporte également à deux reprises le Super 12 en 1997 avec les Blues et en 1998 avec les Crusaders. Avec le XV de France, il remporte le Tournoi des Six Nations 2002. 

## Biographie
Il arrive au club de Clermont-Ferrand pour la saison 1998-1999 où il évoluera durant neuf ans. Entre-temps, il joue pour l'équipe de France de 2001 à 2004.
Alors que le premier match de la tournée d'Automne 2001 se profile, face à l'Afrique du Sud, Bernard Laporte prévoit de faire jouer Xavier Garbajosa et Stéphane Glas au centre, comme contre l'Angleterre en clôture du Tournoi des Six Nations précédent, avec Damien Traille comme remplaçant. Confronté, quelques jours avant le match, au double forfait des titulaires prévus, le sélectionneur opte pour une paire Damien Traille-Tony Marsh qui durera toute la saison. La polémique quant à la sélection d'un joueur étranger au poste de centre est vite éteinte devant le niveau de jeu du joueur, son entente avec Damien Traille, et son essai face à l'Australie, championne du monde en titre, qui permet la victoire des tricolores.
En 2002, il remporte le grand chelem dans le Six Nations.
Combattant un cancer des testicules, et alors qu'il vient d'être opéré d'une double pubalgie son année 2003, vierge de match, est un combat pour sa santé et accrocher une sélection pour la Coupe du Monde 2003.
En septembre 2003, il joue avec les Barbarians français à l'occasion d'un match opposant le XV de France, rebaptisé pour l'occasion XV du Président (afin de contourner le règlement qui interdit tout match international à moins d'un mois de la Coupe du monde), et les Barbarians français, composés essentiellement des joueurs tricolores non retenus dans ce XV présidentiel et mis à disposition des Baa-Baas par Bernard Laporte. Ce match se déroule au Parc des sports et de l'amitié à Narbonne et voit le XV du président s'imposer 83 à 12 face aux Baa-Baas. Ce match marque son retour à la compétition.
Il est titulaire, aux côtés de Yannick Jauzion, lors de la Coupe du Monde. Bien qu'il ait du mal à finir les matchs, il fait une compétition remarquable. Alors qu'il veut faire tourner son effectif pour le match de la 3e place contre la Nouvelle Zélande, Bernard Laporte l'aligne d'entrée. C'est contre cette même équipe, en automne 2004, qu'il jouera son dernier match international, aux côtés de Brian Liebenberg, un autre international affilié.
Il prend sa retraite à la fin de la saison 2006-2007 avant d'intégrer le staff de l'ASM Clermont comme préparateur physique pour la saison 2008-09. Il sera ensuite préparateur physique du club de netball d'Auckland avant de prendre en charge l'équipe néo-zélandaise de squash.
En 2016, le site Rugbyrama le classe huitième parmi les 10 meilleurs joueurs de l'histoire de l'ASM Clermont Auvergne.

## Carrière

### En club
- Manurewa
- Ardmore
- 1994-1998 : Counties Manukau
- 1997 : Auckland Blues
- 1998 : Canterbury Crusaders
- 1998-2007 : ASM Clermont

### En équipe nationale
Il a honoré sa première cape internationale en équipe de France le 10 novembre 2001 contre l'équipe d'Afrique du Sud (victoire 20 à 10). Sa dernière sera une défaite contre les All Blacks en 2004 (45 à 6).

## Palmarès

### En club
- Super 12 :
  - Vainqueur (2) : 1997 avec les Auckland Blues et 1998 avec les Canterbury Crusaders
- Championnat de France de rugby à XV :
  - Finaliste (3) : 1999, 2001 et 2007
- Challenge européen :
  - Vainqueur () : 2007
- Coupe de la Ligue :
  - Vainqueur (1) : 2001 face à Auch

### En équipe nationale
- Vainqueur du Tournoi des Six Nations en 2002 (Grand Chelem) avec l'équipe de France.

### Distinction personnelle
- Oscars du Midi olympique :  Oscar de Bronze 2002

## Statistiques en équipe nationale
- 21 sélections en équipe de France entre 2001 et 2004
- 7 essais (35 points)
- Sélections par année : 3 en 2001, 8 en 2002, 6 en 2003, 4 en 2004

### Tournoi des Six Nations
- Tournoi des Six Nations disputé : 2002

| Édition          | Rang | Résultats France | Résultats Marsh | Matchs Marsh |
| ---------------- | ---- | ---------------- | --------------- | ------------ |
| Six Nations 2002 | 1    | 5 v, 0 n, 0 d    | 5 v, 0 n, 0 d   | 5/5          |

Légende : v = victoire ; n = match nul ; d = défaite ; la ligne est en gras quand il y a Grand Chelem.

### Coupe du monde
En Coupe du monde :
- 2003 : demi-finaliste, 6 sélections (Fidji, Japon, Écosse, Irlande, Angleterre, All Blacks)

| Édition        | Rang      | Résultats France | Résultats Marsh | Matchs Marsh |
| -------------- | --------- | ---------------- | --------------- | ------------ |
| Australie 2003 | Quatrième | 5 v, 0 n, 2 d    | 4 v, 0 n, 2 d   | 6/7          |

Légende : v = victoire ; n = match nul ; d = défaite.

## Vie privée
Atteint d'un cancer (des testicules), il en sera définitivement guéri en 2003.